# Forte de Curuzú

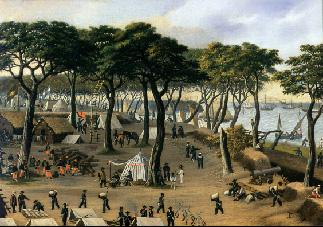
Vista N/S do interior do Forte de Curuzú, em 20 de Setembro de 1866. Cándido López, óleo sobre tela, 0,485 m. x 0,152 m, Museo Nacional de Bellas Artes, Buenos Aires. Argentina.

O Forte de Curuzú localizava-se à margem esquerda do rio Paraguai, em território do Paraguai.
Este forte constituía-se em defesa avançada da Fortaleza de Humaitá.
Foi bombardeado pela esquadra aliada nos dias 1 e 2 de setembro e finalmente conquistado a 3 de Setembro de 1866 pelas forças do 2º Corpo do Exército brasileiro, sob o comando do general Manuel Marques de Sousa, transportadas pela Esquadra Imperial brasileira.
À semelhança do Forte de Curupaiti, esta estrutura compunha-se de um fosso defensivo e de muros levantados com a terra dele retirada, apiloada, ao longo do qual se encontravam dispostas a artilharia e a linha de atiradores.